# 杰森·戴维斯
杰森·戴维斯（英語：Jason Davis；1984年10月14日—2020年2月17日）是美国一名演员，杰森·戴维斯最知名的角色就是在电视动画片《下课后》中为麦奇·布隆伯格（Mikey Blumberg）配音。

## 早年生涯
杰森·戴维斯的父亲内比尔·扎里夫（Nebil Zarif）是土耳其裔美国移民，同时也是一名葡萄酒庄种植者；而他的母亲则是南希·戴维斯（Nancy Davis），是一名犹太裔美国人，并且也是实业家兼亿万富豪马文·戴维斯和芭芭拉·戴维斯的女儿。杰森·戴维斯有两个兄弟，分别是布兰登·戴维斯（Brandon Davis）和亚历山大·戴维斯（Alexander Davis）；以及两个同母异父的妹妹，伊莎贝拉·瑞克尔（Isabella Rickel）和玛丽亚·瑞克尔（Mariella Rickel）。